# Bruno Haid
Bruno Haid, Arnim Haid, ps. E. Burger (ur. 2 lutego 1912 w Berlinie, zm. 17 czerwca 1993 tamże) – niemiecki prawnik, działacz polityczny i państwowy, zastępca prokuratora generalnego, wiceminister kultury NRD.

## Życiorys
Urodzony w Berlinie w rodzinie niemiecko-żydowskiej. Ojciec był mistrzem krawieckim, zamordowanym w obozie koncentracyjnym w 1942, matka robotnicą fabryczną. 
Uczęszczał do szkoły podstawowej (1918–1922) oraz średniej (1922–1931). Był członkiem organizacji Młodych Pracowników Socjalistycznych (Sozialistische Arbeiter-Jugend - SAJ) (1928–1930), Młodych Socjalistów (Jungesoz.) (1929),  SPD (1930); KPD i organizacji Czerwonej Pomocy (Rote Hilfe Deutschlands - RH) (1931). Studiował prawo na Uniwersytecie Fryderyka-Wilhelma w Berlinie (Friedrich-Wilhelms-Universität) (1931–1933). W tym okresie przewodniczył organizacji „Czerwonych Studentów” (Roten Studenten) w Berlinie i był członkiem kierownictwa Związku Wolnych Studentów Socjalistycznych (Verband Freisozialistichen Studenten) (1932). Współpracował z serwisem informacyjnym KPD „Bruno” 1933. 
W tym samym roku wyemigrował do Francji. Podjął prace w Światowym Komitecie Studenckim (1934), współpracował z komórką KPD w Paryżu (1935–1938), funkcjonariuszem lub szefem placówki w Paryżu „Conrad” Służby Wywiadu KPD (1936–1937), od 1937 realizując zlecenia zagranicznego rozpoznania Służby Wywiadu NKWD. W 1938 kontynuował studia prawnicze w Paryżu i Strasburgu. Internowany przez władze francuskie m.in. w Nantes (1939-1940) oraz przebywał w nieokupowanej strefie Francji. Kontynuacja studiów (1940-1941) i zdanie państwowego egzaminu prawniczego w Limoges. Ponowne internowanie i schronienie w dolinie Rodanu (1941). Był członkiem KPF (1942–1944), bojownikiem ruchu oporu (1942–1944), członkiem komitetu „Wolne Niemcy” w Lyonie (1944), gdzie był też prawnikiem KPD ds. emigracji (1944-1945).
W 1945 powrócił do Niemiec, gdzie pracował w Wydziale Kadr KC KPD (1945-1946),   Referacie Sądów Arbitrażowych lub „Obrony” Wydziału Kadr KC SED (1946-1947), uczestniczył w kursie dla wyższych urzędników w Wyższej Szkole Partyjnej im. Karola Marksa (Parteihochschule Karl Marx beim ZK der SED) w Liebenwalde (1947); od 1947 ponownie w Wydz. Kadr KC SED, szef Referatu Obrony, funkcjonariusz (por.) tajnego aparatu obronnego SED, odpowiedzialnego także za kontrwywiad i kontrwywiad (1948–1952). Współzałożyciel Instytutu Badań Ekonomicznych (Institut für wirtschaftswissenschaftliche Forschung -IWF), prekursora Wywiadu NRD) (1951), kierownik Szkoły Wywiadu (1952). Przeniesiony do resortu sprawiedliwości - sędzia w Karl-Marx-Stadt (1953–1954), prokurator w Prokuraturze Generalnej NRD (1954), zastępca prokuratora generalnego (1955–1958), członek komisji KC SED do rewizji spraw członków partii (1956), surowo oceniony przez kierownictwo SED i usunięty z zajmowanych stanowisk państwowych i partyjnych. Był radcą prawnym w Zjednoczeniu Przemysłu Obrabiarkowego w Karl-Marx-Stadt (VVB Werkzeugmaschinenbau) (1958-1959) i w fabryce sprzętu radiowego im. Hermanna Schlimme w Berlinie (VEB Hermann Schlimme) (1959-1960) oraz kier. wydziału literatury i wydawnictw w Ministerstwie Kultury (1960–1963). Decyzją Centralnej Komisji Kontroli Partyjnej SED zniesiono mu karę partyjną powierzając pełnienie funkcji szefa Głównego Zarządu Wydawnictw i Księgarni (HV Verlage u. Buchhandel) (1963-1973), oraz zastępcy min. kultury (1965–1973), z której przeszedł na emeryturę (1973); był przedstawicielem NRD w Biurze Praw Autorskich UNESCO w Paryżu (1973).